# Квантовая нанотехнология
Квантовая нанотехнология — область исследований нанотехнологий, основанных на квантовой теории. В квантовых нанотехнологиях основное внимание уделяется использованию квантовых феноменов в наноматериалах и наносистемах. При этом квантовая механика и квантовая электродинамика применяются для создания новых наноматериалов и наноустройств, функционирование и структура которых объясняется через квантовую сцепленность состояний, квантовую суперпозицию чистых состояний, и дискретность (квантованность) энергии квантовых состояний.
«Новые термины — квантовые точки, квантовые диполи, квантовые проволоки — становятся главными терминами квантовых интегральных схем наноразмерных квантовых компьютеров ближайшего будущего.» 
Квантовая нанотехнология также рассматривается как технология манипуляций с отдельными квантовыми состояниями атомов и молекул . Квантовая нанотехнология существенно отличается от неквантовых нанотехнологий. В последних производятся манипуляции с квантовыми состояниями «оптом», а не индивидуально. К основным концепциям квантовых нанотехнологий относятся квантовые аналоги наноассемблеров, репликаторов и самовоспроизводящихся (самокопирующих) машин. Самовоспроизводящиеся (самоклонирующиеся) квантовые машины — это квантовые системы, которые делают копию самих себя. Отметим, что квантовые наномашины не могут самоклонироваться, если они являются гамильтоновыми (закрытыми) системами. Можно построить только квантовые негамильтоновы самоклонирующиеся машины, то есть квантовые открытые системы. Квантовые наномашины не являются только машинами наноразмеров. Эти наномашины используют новые (квантовые) принципы работы. Квантовые наномашины отличается от неквантовых так же, как квантовые компьютеры отличаются от классических молекулярных компьютеров. Предполагается, что квантовые наномашины могут применяться для создания сложных структур из квантовых состояний. Например, они могут использоваться для того, чтобы самоклонировать квантовым состояниям. Квантовые наномашины смогут создать состояния сверхпроводимости в молекулярных нанопроводниках, сверхтекучесть состояний движения наномашин, или состояние сверхизлучении[уточнить] в наномашинах,  являющихся молекулярными наноантеннами.